# Гульчук Йосип Олександрович
Йосип Олександрович Гульчук (? — ?) — український радянський діяч, новатор сільськогосподарського виробництва, бригадир садово-городньої бригади колгоспу імені ХІХ партз'їзду села Колісець Теофіпольського району Хмельницької області. Депутат Верховної Ради УРСР 5-го скликання.

## Біографія
З 1940-х років — бригадир садово-городньої бригади колгоспу імені ХІХ партз'їзду села Колісець Теофіпольського району Хмельницької області. Вирощував високі врожаї капусти, моркви, цибулі, помідорів та цукрових буряків. У 1958 році його бригада зібрала по 700 центнерів цукрових буряків із кожного гектара.